# گو چیچی
گو چیچی (انگلیسی: Guo Qiqi؛ زادهٔ ۷ اوت ۱۹۹۸) ژیمناست ریتمیک زن اهل چین است. وی در بازی‌های المپیک تابستانی ۲۰۲۰ شرکت کرده‌است.